# 龔繼榮
龚继荣（1791年—1845年），谱名开宇，号镜河，清朝将领。浙江宁海东门白石头人。
道光三年（1823年）癸未科二甲第一名武进士。官云南城守营参将。龚继荣曾蒙道光帝赐书，后又购置书籍数千册，在宁海东门建“赐书楼”，至今建筑尚存。